# Szent Dévote
Szent Dévote (Mariana, Korzika, születési ideje ismeretlen - Mariana, Korzika, kb. 303) Korzika és Monaco védőszentje. Vértanúként halt meg Diocletianus és Maximianus uralmának ideje alatt. Egyesek egybevonják személyét egy másik korzikai szentével, Júliáéval, mivel a karthágói származású szentet latinul Deo devota-ként is jellemezték (magyarul: Istennek szentelt).

## Legendája
Dévote életéről nem sok információ maradt fenn. Annyit állíthatunk bizonyosan, hogy Korzika szigetén élt haláláig, amely a keresztényüldözések miatt következett be valamikor a negyedik század elején. A nép körében az alábbi legenda miatt alakult ki a szentként való tisztelete:
Dévote-ot, aki a börtönben sem tagadta meg hitét, kivégezték. Mártírhalála után néhány istenfélő hajós ellopta testét, majd Afrika irányába hajóztak, hogy ott keresztényi temetést biztosítsanak a földi maradványoknak. A hajó azonban viharba került. Ekkor a halott szájából egy galamb repült ki, amelyet a hajósok követtek. A madár a mai Monaco partjaihoz vezette őket, akik ebből tudták, hogy Dévote itt akarja testének végső nyughelyét. A közelben élő keresztények a testhez január 27-én "jutottak hozzá". A relikviák egyre népszerűbbek lettek a környékbéliek körében. Ezt követően ismeretlen időben, egy ember egy éjjelen ellopta Dévote maradványait, hogy azokat eladja a tengerészek és hajósok részére. Néhány halász azonban utolérte és a maradványokat visszavitték, a tolvaj csónakját pedig engesztelésképpen elégették.

## Források

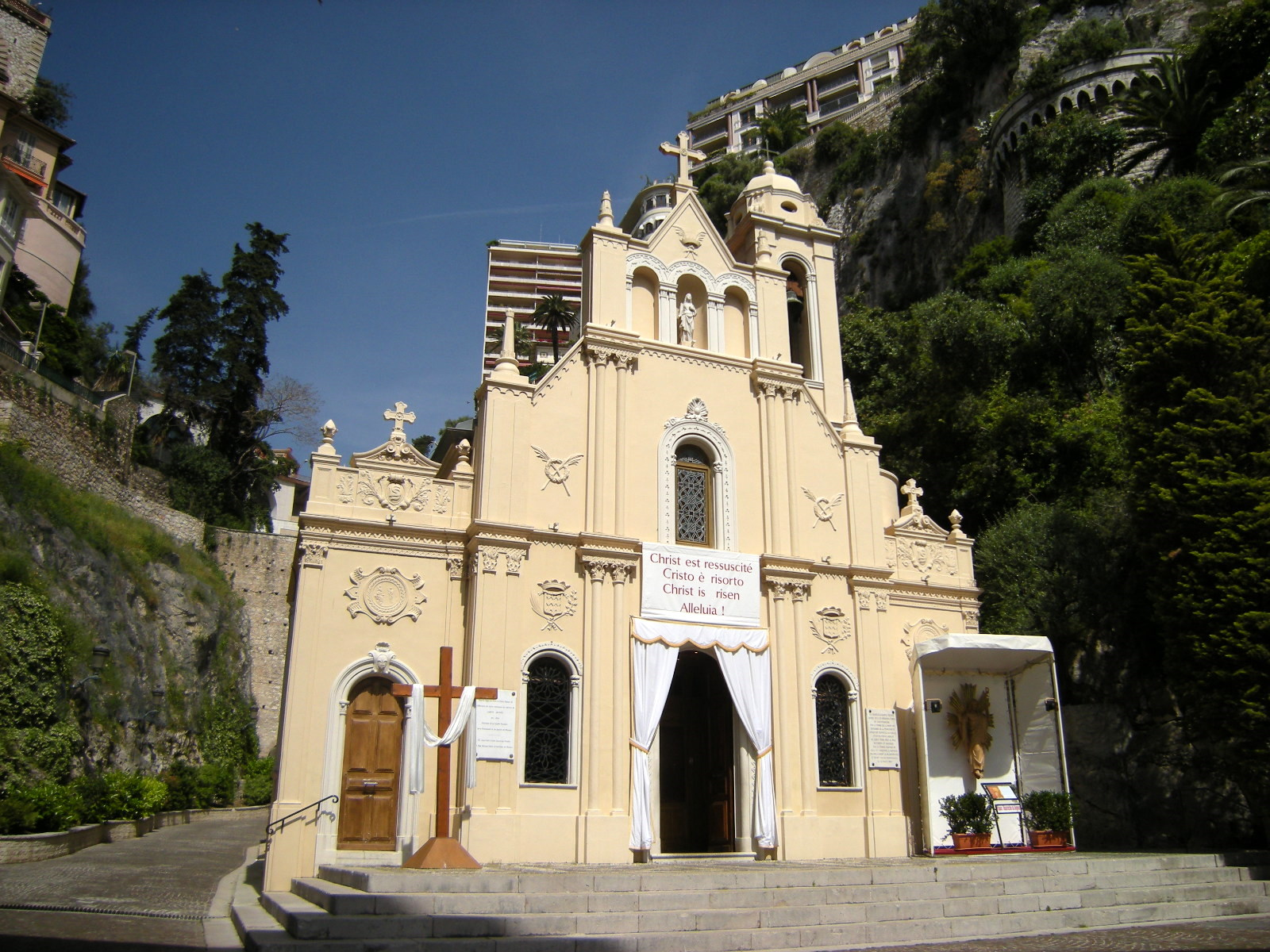
A tiszteletére emelt kápolna

## Szerepe Monaco életében
Mint a város védőszentje, ma is meghatározó szerepe van személyének a városállamban. Ünnepnapján, január 27-én este, rengetegen vesznek részt az ünnepi szentmisén és az egyéb kísérő programokon (fáklyás felvonulás, áldás, halotti máglya meggyújtása egy csónakon, tűzijáték). A tiszteletére emelt kápolna 1887 óta templom. A Formula–1 monacói nagydíj vonalvezetése is elhalad az épület mellett.
Életét Loius Notari foglalta versbe (Szent Dévote legendája). A mű a mai monacói nyelv alapját képzi.